# Agrochola verberata
Agrochola verberata är en fjärilsart som beskrevs av Smith 1904. Agrochola verberata ingår i släktet Agrochola och familjen nattflyn. Inga underarter finns listade i Catalogue of Life.